# 弁天島 (真鶴町)

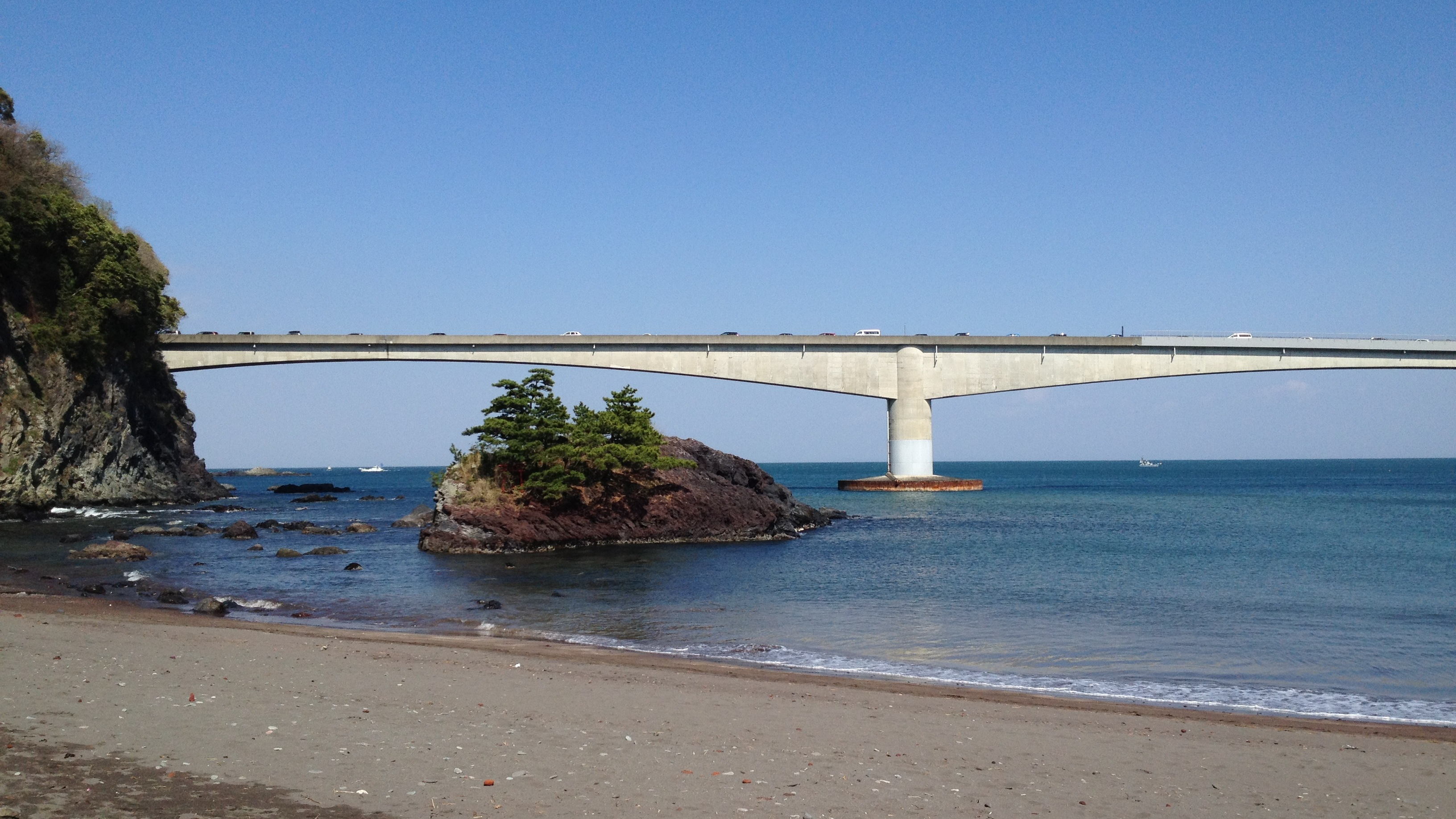
弁天島と岩大橋

弁天島（べんてんじま）は、神奈川県足柄下郡真鶴町の岩海岸（岩海水浴場）に存在する岩礁である。

## 概要
岩海岸（岩海水浴場）の左手にある直径10mほどの島である。波間に浮かぶ岩に聳える松と鳥居があり、背後にはかながわの橋100選に選ばれた岩大橋がある。

## 所在地
- 緯度経度：北緯35度9分46.4秒 東経139度8分27秒
- 郵便番号：259-0202
- 所在住所：神奈川県足柄下郡真鶴町岩

## アクセス
- JR東日本東海道本線真鶴駅より真鶴町コミュニティバス岩線9分、岩海岸より徒歩0分